# Вілсон-Сіті (Міссурі)
Вілсон-Сіті (англ. Wilson City) — селище (англ. village) в США, в окрузі Міссісіпі штату Міссурі. Населення — 77 осіб (2020).

## Географія
Вілсон-Сіті розташований за координатами 36°55′25″ пн. ш. 89°13′23″ зх. д. / 36.92361° пн. ш. 89.22306° зх. д. (36.923591, -89.223016).  За даними Бюро перепису населення США в 2010 році селище мало площу 0,19 км², уся площа — суходіл.

## Демографія
Згідно з переписом 2010 року, у селищі мешкало 115 осіб у 56 домогосподарствах у складі 25 родин. Густота населення становила 590 осіб/км².  Було 74 помешкання (380/км²).
Расовий склад населення:
| - 97,4 % — чорних або афроамериканців - 2,6 % — білих |

До двох чи більше рас належало 0,0 %. Частка іспаномовних становила 0,0 % від усіх жителів.
За віковим діапазоном населення розподілялося таким чином: 19,1 % — особи молодші 18 років, 61,8 % — особи у віці 18—64 років, 19,1 % — особи у віці 65 років та старші. Медіана віку мешканця становила 49,8 року. На 100 осіб жіночої статі у селищі припадало 91,7 чоловіків;  на 100 жінок у віці від 18 років та старших — 78,8 чоловіків також старших 18 років.
Середній дохід на одне домашнє господарство  становив 13 682 долари США (медіана — 10 972), а середній дохід на одну сім'ю — 24 250 доларів (медіана — 18 750). За межею бідності перебувало 74,5 % осіб, у тому числі 100,0 % дітей у віці до 18 років та 58,3 % осіб у віці 65 років та старших.
Цивільне працевлаштоване населення становило 8 осіб. Основні галузі зайнятості: мистецтво, розваги та відпочинок — 50,0 %, освіта, охорона здоров'я та соціальна допомога — 37,5 %, публічна адміністрація — 12,5 %.